# 糊 (文具)
糊（のり）は、主として紙を貼り付ける為に使用される接着剤の分類。文房具の一種。英語では "glue" と呼ばれる。またこの項では、洗濯糊または木工用ボンド等の接着剤についてはふれない。

## 日本での歴史
奈良時代にお粥を織物の仕上げに使ったことが、日本での「糊」の始まりといわれている。（ヨーロッパなど狩猟文化が強い外国では5000年以上も前から「にかわ」が糊として使われていた）。
平安時代では、米を押しつぶした糊の原形である『続飯（そくい）』と病人用に柔らかく炊いた粥『姫飯（ひめいい）』を利用して、つくられた糊「姫糊」が誕生。
江戸時代中期には姫糊が一般にも普及した。姫糊は、障子貼りなどの紙を貼るのに使われていた。これにより、紙に貼るでんぷん糊が誕生した。
大正・明治時代になると、1880年代に藤井恒久が、ドイツの糊からヒントをえて、長期保存できるでんぷん糊を開発。各地の商店が「糊」の量り売りを始める。その後、フエキなど企業として販売していく会社が増える。
昭和時代になると、多くの小規模企業が参入しガラス瓶に詰めて「○○糊」として販売された。しかし第二次世界大戦が始まり、材料でもあり食料でもあった米が不足し作ることが困難になった。そこで、米の代わりに花を使ったデンプン糊が使われるようになり、容器も陶器製の物も発売された。戦後になると、安価に手に入った小麦や、ジャガイモも使われるようになる。昭和後期になると、日本でも「ステックのり」が各社から発売され広い世代から支持されるようになった。
平成時代になるとヤマトとフエキの2強となり容器もガラス瓶からプラスチック容器へと変わっていった。また、2000年代後半から「テープ」のりが一般的に普及し、コクヨやプラスなど大手文具会社も参入し始めた。
- 1895年 - 足立商店（現 不易糊工業）が、日本卓上糊の元祖である「不易糊」を発売した。国内初の腐らない糊だった。創立者の足立市兵衛たちの長年の研究と大阪府立商品陳列所 (現 大阪工業技術試験所)の所長である藤井恒久による指導により発売された。
- 1899年 - ヤマトが、初めて防腐剤を使用した「ヤマト糊」を開発、発売。同社の社員であった木内弥吉が開発に大きく関わった。
- 1919年 - 国産の液体のりが開発された。底太の瓶の 口にスポンジや海綿が付き、アルミのキャップを取りはずして下に向けると液体糊が染み込んで手を汚さずに糊づけができる便利な製品として発売された[5]。なお原料は、インドから輸入されたアラビヤゴムだった。
- 1923年 - 関東大震災により、物資不足から切手の裏面に糊の塗っていない切手が発行され、液体のりが家庭や事務所で注目された[5]。
- 1939年 - ヤマトが、従来の加熱によるでんぷんの取り出し方法を一新し、化学的処理による製造方法を開発。「冷糊法」を完成。なお。1950年に特許を取得した。これにより、強力で劣化しないでんぷん糊を製造できるようになった。
- 1946年 - 三枝糊工業（現 ミツヱ）が「ミツヱ糊」を発売。
- 1952年 - ヤマトが、チューブ入りヤマト糊を発売した。
- 1958年 - 不易糊工業が、水溶性合成樹脂を原料とした合成液状のりを開発。「フエキ糊スーパー」発売。ヤマトは、主力商品の「ヤマト糊」をガラス製の瓶からプラスチック容器へと変更した。日本のプラスチック容器化の先駆けとなった。
- 1970年 - コクヨが、プリット (Pritt)を発売。日本で初めてスティック型固形のりを販売した。
- 1971年 - トンボ鉛筆が、国産初のスティック型固形のりを開発・販売した。手を汚さず素速く貼れる糊「PiT」発売。
- 1981年 - 不易糊工業が、「フエキ糊」をホルマリン無添加に配合変更。無毒を実現し安全性を確保した。
- 1985年 - 3月1日に、「事務用のり（PASTE）」のJIS規格が改正。消費者団体等の要望により遊離ホルムアルデヒド量を1.0％以下から0.5％以下に規制。
- 1988年 - 5月1日に、「事務用のり(GLUE)」のJIS規格が改正。合成のりの普及、消費者保護のため糊の種類を「でんぷんのり」「液状のり」「固形のり」の３種にして、品質の項に「有害物質」「保存性」等が新たに規定。
- 1997年 - トンボ鉛筆が、「ピットテープ」を発売。
- 2005年 - 6月に、コクヨが「ドットライナー」を開発、発売。日本初のドットパターンのテープのりとなった。なお、2016年に「ドットライナーシリーズ」としてグッドデザイン賞を受賞した。
- 2009年 - 10月に、ヤマトの1975年発売「アラビックヤマト」がグッドデザイン・ロングライフデザイン賞を受賞。
- 2013年 - ニチバンが、「tenori はんこのり」を開発、発売した。はんこ形状が特徴のテープのりとなった。
- 2020年 - 10月に、ヤマトの「ヤマト糊」がグッドデザイン・ロングライフデザイン賞を受賞。

## 構造

### 容器形状
ボトル型
主に、でんぷん糊に使われている。
チューブ型
主に、でんぷん糊に使われている。のりが出てくる口が小さく、軸の素材がビニール系樹脂から出来た柔らかい物が大半で歯磨き粉チューブみたいに押し出して使用する。
スティック型
主に、液体のりや固形のりに使用されている。
ペン型
主に、液体のりに使用されている。スティック型よりも軸が細くボールペンのような見た目をしている。トンボ鉛筆の「アクアピット強力ペンタイプ」が代表的商品である。

### 容器材料
ガラス製
プラスチックが市場に広く浸透するまでは、ガラス製が主流だった。重たく、割れることも多々あった。
プラスチック製
安価で軽い素材が特徴のため現在では主流となっている。

### ヘッド形状
スポンジ型
紙にヘッド全体が触れるため、むら無く塗ることが出来る利点がある。
シリコ－ンラバー型
スポンジ型のようにヘッドが細かくないため、乾きによる目つまりが起きにくい利点がある。
ラバーローラー型
ラバーで出来た円柱形のローラーが紙の上を転がりながら塗る方法。ぺんてるが採用して「コロピタ」を発売していた。

## 分類
糊は、使用する材料の状態により分類される。主なものとして、でんぷん糊、液体のり、固形のりがあげられる。
（※太字になっている物質が主成分）以下の通り

### でんぷんのり（チューブのり）

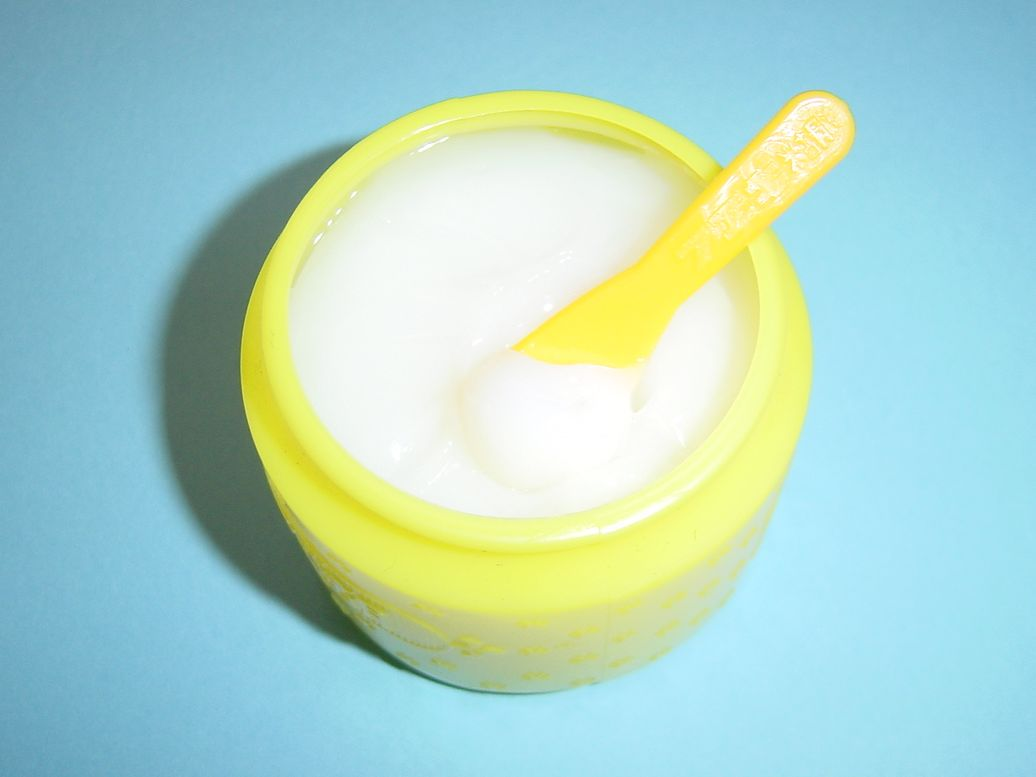
デンプン系接着剤

- デンプンと水を混ぜて作る[8]。なお、キャッサバを原料とするタピオカ粉やトウモロコシを原料とするコーンスターチが主流である。硬化前は水分を含んでいるので粘性の高いゲル状だが、水分が蒸発することででんぷん質が硬化する事を利用した接着剤[9]。
- 植物由来のデンプンを主成分とする接着剤なので、安全性が非常に高い。また、広範囲に塗れるのが特徴。
- 主に、幼稚園・保育園から小学校低学年で使用されている糊である。

### 液状のり（液体のり、水のり）

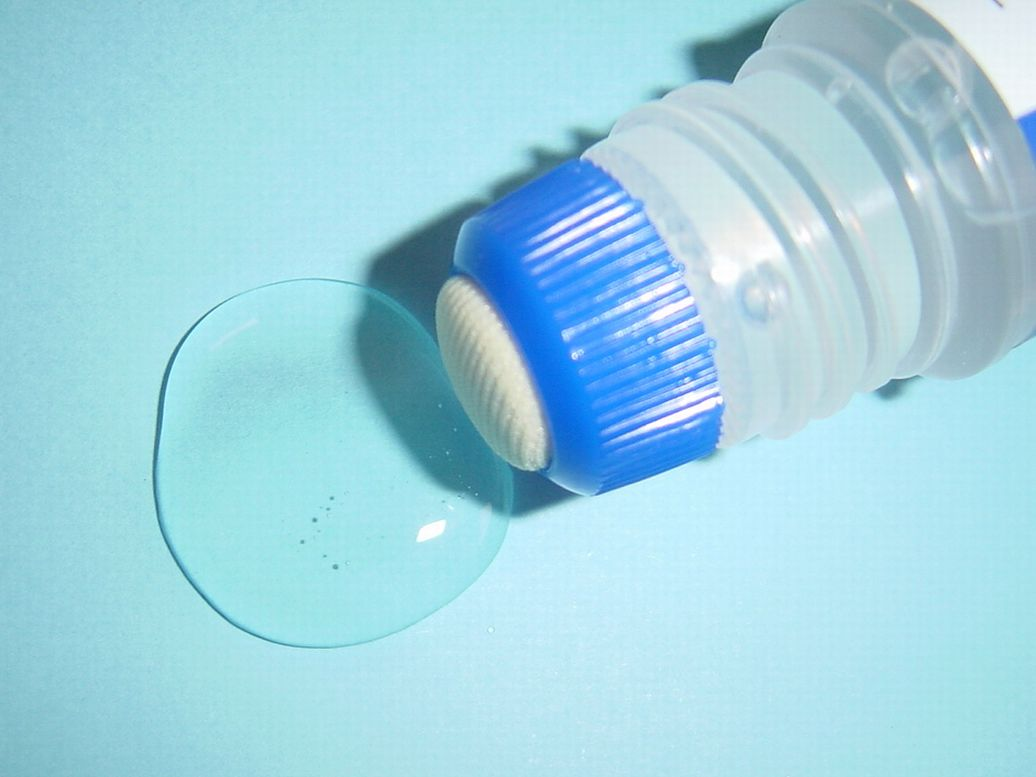
ポリビニルアルコール系接着剤

- ポリビニルアルコール(PVAL)、合成樹脂粉末を、水と混ぜ高温溶解して作る。なお、防カビの為、防腐剤が微量加わっている[10]。
- 以前までは植物の粘液を固めたアラビアガムを使用したアラビア糊（ゴム糊）が、液状のりとして製造･販売されていた。なお、ニシキ糊工業が販売を続けていたアラビア糊が最後の製品となった。
- 無色透明と、飴色（琥珀色）の2種類が存在する。
- でんぷん糊や固形のりよりも粘着力が強いのが特徴。
- 主に、小学校低学年から中学年で使用されている糊である。

### 固形のり（スティックのり）
詳細は「スティックのり」を参照

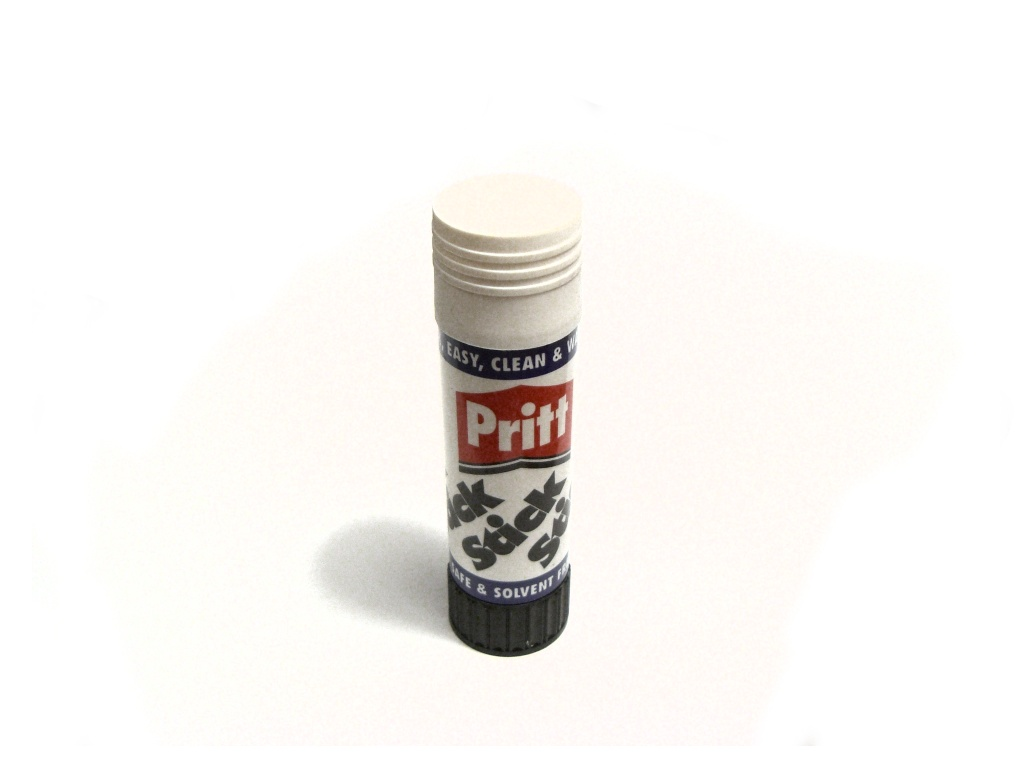
プリットブランドのスティックのり（英国版）

- ポリビニルピロリドン(PVA)に脂肪酸ナトリウムを添加して固体状にし作られる。なお、滑らかにする為、グリコール類が加わっている。
- 最初から糊に色がついており、乾くと色が消える製品も存在する。塗った後の紙のしわが少ないのが特徴。
- 幅広い年齢で使用されていて、現在日本でシェアが一番高い糊である。

### テープのり
詳細は「テープのり」を参照

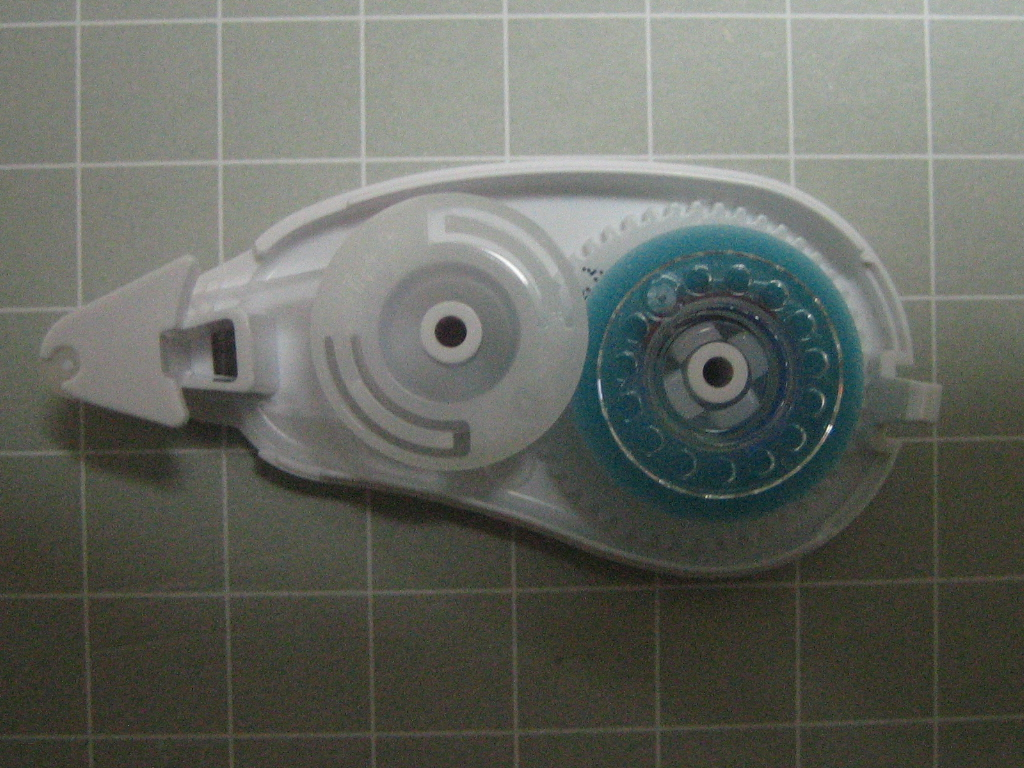
テープのりの内部

- 糊の層はアクリル酸エステル樹脂で作られる。ベーステープはグラシン紙をシリコンでコーティングしたものを使う場合と、薄いプラスチックフィルム（PETフィルム）が使用される。
- 日本では2000年代後半から一般的に普及し、シェアが伸びている糊である。

### スプレーのり
- 合成ゴム（アクリルゴム）に有機溶剤（ノルマルヘキサン）ガス（DME）を注入して作る。
- スプレータイプなので、広い範囲に均一にのりを噴霧でき、湿り気も少ないので紙がのびにくい特徴がある。
- 工作などでよく使われる。

## 規格
JIS規格では『S 6023（事務用のり）』として、規格が定められている。1992年8月31日に発行された。種類は以下の3通り
1. でんぷんのり でんぷんを主成分としたペースト状のもの。
2. 液状のり アラビアガム，ポリビニルアルコールなどの水溶性高分子化合物を主成分とした液状のもの。
3. 固形のり ポリビニルピロリドン，ポリビニルアルコールなどの水溶性高分子化合物を主成分とした固形状のもの。

経歴については「日本規格協会グループ」を参照

## 主なメーカー
現在、製造・販売をしている日本国内メーカー
糊の国内専業メーカー
- ヤマト - ヤマト糊、アラビックヤマト
- 不易糊工業 - フエキ糊、Ｏ'GLUE
- ミツヱ - ミツヱ糊、アドマイト
- 積水樹脂商事 - アドヘヤのり - （事務用糊や、糊付封筒「アドヘア(アドヘヤ)加工」の代名詞となった商品。）[12]

大手文具メーカー
- トンボ鉛筆 - PiT
- プラス - Pritt、ノリノス
- コクヨ - GLOO、ドットライナー
- パイロット - スーパーグルー

その他、有限会社ナカイも製造している。
過去に製造・販売していた日本国内メーカー
- ニシキ糊工業 - ニシキ糊、カラーグリッター、マイグルー（1952年に設立し、2020年頃まで文房具の糊や洗濯糊を製造･販売していた。現在は廃業している。アーカイブ:公式サイト）
- ライオン事務器 - ピタタ
- ぺんてる - コロピタ
- ニチバン - tenori
- その他にも、明治から戦後にかけて「永久糊」「ミヤマト糊」「力士糊」「昭和糊」「日の本糊」「カブト糊」「東京糊」「クラブ糊」「サンヱス糊」「萬年糊」「ツルギ糊」「サツキ糊」「イブキ糊」「エース糊」「キング糊」など多くの地方小規模企業が製造・販売をしていた。

## 由来
中国から来た「糊」の由来は、原料の米と、貼ることを意味する胡を並べたとされている。